# Seregno Foot-Ball Club 1947-1948
Questa voce raccoglie le informazioni riguardanti  il Seregno Foot-Ball Club nelle competizioni ufficiali della stagione 1947-1948.

## Rosa
| N. |                   | Ruolo | Calciatore            |
| -- | ----------------- | ----- | --------------------- |
|    | Italia (bandiera) | A     | Mario Bandirali       |
|    | Italia (bandiera) | A     | Aldo Boffi            |
|    | Italia (bandiera) | D     | Enrico Brustia        |
|    | Italia (bandiera) | A     | Franco Canali         |
|    | Italia (bandiera) | A     | Emilio Cattaneo       |
|    | Italia (bandiera) | D     | Eugenio Cestari       |
|    | Italia (bandiera) | D     | Felice Como           |
|    | Italia (bandiera) | A     | Anspero Consonni      |
|    | Italia (bandiera) | A     | Franco Danova         |
|    | Italia (bandiera) | A     | Luigi Gallanti        |
|    | Italia (bandiera) | P     | Giovanni Galliani (I) |

| N. |                   | Ruolo | Calciatore                  |
| -- | ----------------- | ----- | --------------------------- |
|    | Italia (bandiera) | A     | Luigi Galliani (II)         |
|    | Italia (bandiera) | A     | Emilio Lavezzari            |
|    | Italia (bandiera) | P     | Angelo Mariani (calciatore) |
|    | Italia (bandiera) | C     | Franco Magri                |
|    | Italia (bandiera) | A     | Attilio Marazzini           |
|    | Italia (bandiera) | C     | Gino Panato                 |
|    | Italia (bandiera) | C     | Angelo Pirovano (I)         |
|    | Italia (bandiera) | C     | Dino Salamon                |
|    | Italia (bandiera) | C     | Triulzi                     |
|    | Italia (bandiera) | D     | Franco Ventura              |
|    | Italia (bandiera) | D     | P. Vigoni                   |